# Обен-Мерсье, Оливье
Оливье́ Обе́н-Мерсье́ (фр. Olivier Aubin-Mercier; род. 23 февраля 1989, Монреаль) — канадский боец смешанного стиля, представитель лёгкой весовой категории. Выступает на профессиональном уровне начиная с 2011 года, известен прежде всего по участию в турнирах бойцовской организации UFC, финалист бойцовского реалити-шоу The Ultimate Fighter.

## Биография
Оливье Обен-Мерсье родился 23 февраля 1989 года в Монреале, провинция Квебек. По-настоящему увлёкся единоборствами в возрасте семнадцати лет после того как посмотрел бой Жоржа Сен-Пьера и Мэтта Хьюза. В то время он уже некоторое время занимался дзюдо, дважды выигрывал юниорское национальное первенство, трижды был призёром взрослого национального чемпионата, около года состоял в канадской национальной сборной по этому виду спорта, получив в итоге чёрный пояс. Позже также осваивал бразильское джиу-джитсу и тхэквондо, удостоился в этих дисциплинах коричневого и синего поясов соответственно.

### Начало профессиональной карьеры
Дебютировал в смешанных единоборствах на профессиональном уровне в октябре 2011 года, принудил своего соперника к сдаче за 58 секунд. Дрался в небольших канадских промоушенах в Монреале, таких как Ringside MMA, Slamm и Challenge MMA — в течение двух лет одержал в общей сложности четыре победы, не потерпев при этом ни одного поражения.

### The Ultimate Fighter
В декабре 2013 года стало известно, что Обен-Мерсье примет участие в популярном бойцовском реалити-шоу The Ultimate Fighter — в данном сезоне бойцы полусреднего веса из Канады противостояли полусредневесам из Австралии. На стадиях четвертьфиналов и полуфиналов он благополучно прошёл австралийцев Джейка Мэттьюса и Ричарда Уолша соответственно — тем самым выиграл контракт с крупнейшей бойцовской организацией мира Ultimate Fighting Championship.

### Ultimate Fighting Championship
В финале шоу TUF Обен-Мерсье встретился с соотечественником Чедом Лапризом — противостояние между ними продлилось всё отведённое время, в итоге судьи раздельным решением отдали победу Лапризу.
Продолжив выступать в UFC, канадский боец спустился обратно в лёгкую весовую категорию и в октябре 2014 года выиграл сдачей у Джейка Линдси, заработав бонус за лучшее выступление вечера.
В 2015 году добавил в послужной список ещё две победы, взял верх над Дэвидом Мишо и Тони Симсом.
2016 год начал с поражения по очкам от бразильца Карлуса Диегу Феррейры, но затем реабилитировался перед болельщиками — выиграл у Тибо Гути и Дрю Добера.
Следующим его соперником в 2017 году должен был стать бразилец Леонарду Сантус, но в итоге организаторы решили не проводить этот поединок. Вместо этого позже Обен-Мерсье вышел в клетку против американца Тони Мартина и в близком поединке победил раздельным судейским решением.
В апреле 2018 года за 53 секунды выиграл техническим нокаутом у американского ветерана Эвана Данэма, получив награду за лучшее выступление вечера.

## Статистика в профессиональном ММА
| Боёв 16  | Побед 11 | Поражений 5 |
| -------- | -------- | ----------- |
| Нокаутом | 1        | 0           |
| Сдачей   | 8        | 0           |
| Решением | 2        | 5           |

| Результат | Рекорд | Соперник              | Способ                 | Турнир                                                   | Дата             | Раунд | Время | Место                          | Примечание                                                       |
| --------- | ------ | --------------------- | ---------------------- | -------------------------------------------------------- | ---------------- | ----- | ----- | ------------------------------ | ---------------------------------------------------------------- |
| Победа    | 12-5   | Марцин Хельд          | Единогласное решение   | PFL 4                                                    | 10 июня 2021     | 3     | 5:00  | Атлантик-Сити, Нью-Джерси, США |                                                                  |
| Поражение | 11-5   | Арман Царукян         | Единогласное решение   | UFC 240                                                  | 27 июля 2019     | 3     | 5:00  | Эдмонтон, Канада               |                                                                  |
| Поражение | 11-4   | Гилберт Бёрнс         | Единогласное решение   | UFC 231                                                  | 8 декабря 2018   | 3     | 5:00  | Торонто, Канада                |                                                                  |
| Поражение | 11-3   | Александр Эрнандес    | Единогласное решение   | UFC on Fox: Alvarez vs. Poirier 2                        | 28 июля 2018     | 3     | 5:00  | Калгари, Канада                |                                                                  |
| Победа    | 11-2   | Эван Данэм            | TKO (удары)            | UFC 223                                                  | 7 апреля 2018    | 1     | 0:53  | Бруклин, США                   | Выступление вечера.                                              |
| Победа    | 10-2   | Тони Мартин           | Раздельное решение     | UFC Fight Night: Rockhold vs. Branch                     | 16 сентября 2017 | 3     | 5:00  | Питтсбург, США                 |                                                                  |
| Победа    | 9-2    | Дрю Добер             | Сдача (удушение сзади) | UFC 206                                                  | 10 декабря 2016  | 2     | 2:57  | Торонто, Канада                |                                                                  |
| Победа    | 8-2    | Тибо Гути             | Сдача (удушение сзади) | UFC Fight Night: MacDonald vs. Thompson                  | 18 июня 2016     | 3     | 2:28  | Оттава, Канада                 |                                                                  |
| Поражение | 7-2    | Карлус Диегу Феррейра | Единогласное решение   | UFC on Fox: Johnson vs. Bader                            | 30 января 2016   | 3     | 5:00  | Ньюарк, США                    |                                                                  |
| Победа    | 7-1    | Тони Симс             | Единогласное решение   | UFC Fight Night: Holloway vs. Oliveira                   | 23 августа 2015  | 3     | 5:00  | Саскатун, Канада               |                                                                  |
| Победа    | 6-1    | Дэвид Мишо            | Сдача (удушение сзади) | UFC 186                                                  | 25 апреля 2015   | 3     | 3:24  | Монреаль, Канада               |                                                                  |
| Победа    | 5-1    | Джейк Линдси          | Сдача (кимура)         | UFC Fight Night: MacDonald vs. Saffiedine                | 4 октября 2014   | 2     | 3:22  | Галифакс, Канада               | Вернулся в лёгкий вес. Выступление вечера.                       |
| Поражение | 4-1    | Чед Лаприз            | Раздельное решение     | The Ultimate Fighter Nations Finale: Bisping vs. Kennedy | 16 апреля 2014   | 3     | 5:00  | Квебек, Канада                 | Дебют в полусреднем весе. Проиграл The Ultimate Fighter Nations. |
| Победа    | 4-0    | Джейсон Мизел         | Сдача (удушение сзади) | Challenge MMA 22                                         | 17 августа 2013  | 1     | 1:38  | Монреаль, Канада               |                                                                  |
| Победа    | 3-0    | Джордан Джевелл       | Сдача (удушение сзади) | Slamm 1                                                  | 30 ноября 2012   | 1     | 1:53  | Монреаль, Канада               |                                                                  |
| Победа    | 2-0    | Дэниел Айрленд        | Сдача (удушение сзади) | Ringside MMA 13                                          | 17 марта 2012    | 1     | 1:10  | Монреаль, Канада               |                                                                  |
| Победа    | 1-0    | Ги Пулен              | Сдача (удушение сзади) | Ringside MMA 12                                          | 21 октября 2011  | 1     | 0:58  | Монреаль, Канада               |                                                                  |